# Schwerinsburg (Windhoek)
Die Schwerinsburg ist das größte der drei markanten Herrenhäuser von Windhoek und befindet sich auf einem Bergrücken im Windhoeker Stadtteil Luxushügel.

## Geschichte
Ihre Entstehungsgeschichte beginnt 1890, als an ihrer heutigen Stelle Curt von François aus Sicherheitsgründen einen Signalturm errichten ließ, um Windhoek und Klein-Windhoek zu verbinden. Der Signalturm bestand nur aus aufgemauerten Lehmsteinen mit einem Strohdach und Steinschanzen mit Schießscharten. Er trug den Namen „Sperlingslust“. Der Turm verfiel 1894 nach dem Ende der Witbooi-Kriege.
Rudolf Moeller eröffnete kurze Zeit später in der Ruine eine Bierschänke und Gaststätte, die ebenfalls den Namen trug.
1904 wurde diese von Wilhelm Sander zu einer „Schloss-Ruine“ umgebaut. Die alten Steinmauern wurden mit Lehm verputzt und so in die Ruine integriert. Außerdem wurde ein hoher runder zinnenbekrönter Turm errichtet. Im Inneren der Gaststätte wurden Rundbögen eingesetzt und die Wände vom Windhoeker Maler Erich Mayer mit Wandmalereien und humorvollen Sinnessprüchen bemalt. 

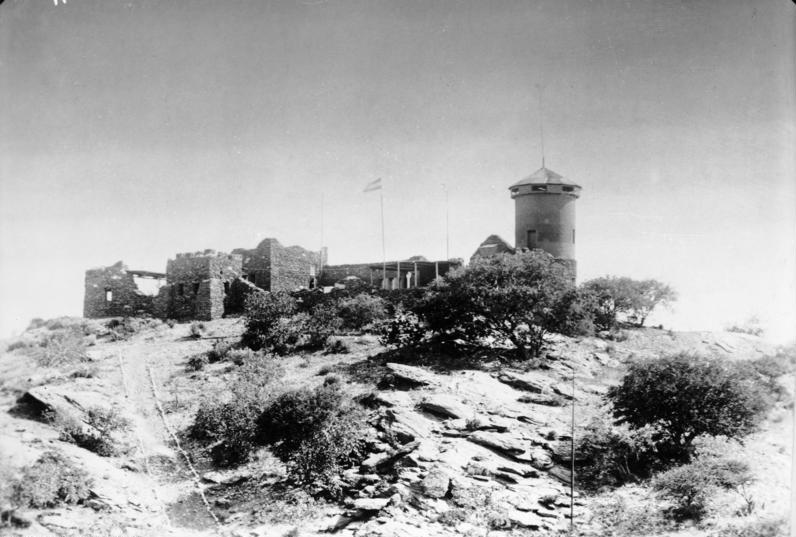
Sperlingslust um 1914

Doch auch das sollte nicht lange so bleiben. 1904/1905, während des Hereroaufstandes, wurde der Turm der Gaststätte „Sperlingslust“ für kurze Zeit wieder als Wachposten benutzt. Wegen mangelnden Gebrauchs wieder an eine Privatperson, Edgar Sentefol, verkauft, wurde dort erneut eine Gaststätte eröffnet. Zwei Insolvenzen folgten und so kam schließlich das gesamte Anwesen 1913 in den Besitz von Hans Bogislav Graf von Schwerin. Dieser beauftragte noch im selben Jahr, beeindruckt von der Aussicht über das weite Tal, den damaligen Architekten und Erbauer, Wilhelm Sander, diese in ein romantisches Schloss umzubauen.
Eine Besonderheit der Burg ist ein 104 m tiefes Bohrloch im Burghof, welches der Graf in den Boden bohren ließ, um dort auf Wasser zu stoßen. In Erinnerung an das 1721 erbaute Stammhaus  Schwerinsburg in Vorpommern, in dem er aufwuchs, benannte er das neue Anwesen ebenfalls so. Unweit der „Schwerinsburg“ errichtete Architekt Sander im Jahr 1914 auf einem etwas niedrigeren Hügel für sich selbst ein weiteres burgähnliches Gebäude. Dieses verkaufte er aber zwei Jahre später (1916) ebenfalls an den Grafen Schwerin, der diese Anlage dann nach der Familie seiner Ehefrau Heinitzburg nannte.
Seit 2013 ist die Schwerinsburg in privatem Besitz und war bis Anfang 2013 Wohnsitz des italienischen Botschafters in Namibia.

## Beschreibung
Das Hauptgebäude ist ein palasartiges Gebäude aus Feldsteinen gemauert, aus dem ein dreistöckiger, mit Zinnen und Bogenfriesen begrenzter Bergfried aufragt, der wie das Gebäude verputzt und weiß bemalt ist. Die südliche Seite des Hauptgebäudes hat einen Zinnenkranz. Die nordöstliche Seite wirk wie eine Kapelle, besitzt ein steiles Satteldach und ist mit gotisch wirkenden Biforien als Doppelfenster geschmückt. Eine das Anwesen umgebende geschwungene Wehrmauer aus Feldsteinen weist einen festungsartigen zweigeschossigen Bastionsturm auf. Die burgartige Wirkung kommt am besten auf der nordöstlichen Seite vom Ende der Schwerinsburg Road oder von der Talstraße Sam Nujoma Drive zur Geltung.